# Warren Mellie
Warren Mellie (1 de octubre de 1994) es un futbolista seychelense que juega en la demarcación de defensa para el Foresters FC del Campeonato seychelense de fútbol.

## Selección nacional
Tras jugar en las categorías inferiores de la selección, finalmente hizo su debut con la selección de fútbol de Seychelles el 29 de abril de 2017 en un encuentro del Campeonato Africano de Naciones de 2018 contra Mauricio que finalizó con un resultado de empate a uno tras el gol de Leroy Coralie para Seychelles, y de Marco Dorza para Mauricio.

## Clubes
| Club                       | País       | Año       | Partidos | Goles |
| -------------------------- | ---------- | --------- | -------- | ----- |
| Super Magic Brothers FC    | Seychelles | 2013      |          |       |
| Northern Dynamo FC         | Seychelles | 2014-2017 |          |       |
| Red Star Defence Forces FC | Seychelles | 2018      |          |       |
| Foresters FC               | Seychelles | 2019-     |          |       |